# Focke-Wulf Ta 152
Focke-Wulf Ta 152 – niemiecki myśliwiec, zmodyfikowana wersja samolotu Fw 190D, którą oznaczono Ta od nazwiska konstruktora, Kurta Tanka. Z powodu problemów w produkcji, przerw w dostawach materiałów i bliskiego końca wojny wyprodukowano 67 egzemplarzy Ta 152 (nie licząc prototypów).

## Powstanie
Konfrontacja z przybyłymi do Europy w 1942 amerykańskimi bombowcami operującymi na dużych wysokościach ujawniła braki posiadanych przez Luftwaffe myśliwców. RLM (Ministerstwo Lotnictwa Rzeszy) na podstawie zebranych doświadczeń określiła wytyczne, którymi miał się charakteryzować przyszły myśliwiec operujący na dużych wysokościach. Na wiosnę 1942 przedstawiono je pod nazwą Höhenjäger, do rywalizacji przystąpiły BFW z Bf 109 G-5 (docelowo miał być przekształcony w wersję H) oraz Focke-Wulf z Fw 190. W tej ostatniej firmie, w ramach tego programu i jego modyfikacji, nazwanych potem Höhenjäger – 1 oraz Höhenjäger – 2 przeprojektowano standardowe Fw 190 A do wersji B i C. Jednakże wszystkie te prace przyniosły fiasko. Również wprowadzona do użytku w 1944 wersja Fw 190 D, charakteryzująca się w bardzo dobrymi osiągami, nie spełniała wszystkich oczekiwań lotników. W trakcie prowadzonych intensywnie projektowych prac, stworzono studium mocno przebudowanego standardowego myśliwca Focke Wulfa zakodowanego kryptonimem Spezial Höhenjäger. Z racji, że pracował nad nim sam Kurt Tank oraz w uznaniu jego zasług postanowiono nadać mu nazwę Ta 152. Mimo nazwy projektu sugerującej, że samolot ma służyć do walki na dużych wysokościach, jego główny konstruktor postanowił uczynić z niego maszynę wielozadaniową nowej generacji. Postanowiono wykorzystać istniejące lub przeprojektowane elementy sprawdzonego Fw 190. Do napędu miały być stosowane wyłącznie silniki rzędowe. W ten sposób wykorzystano przedłużony już kadłub wersji Fw 190 D z poszerzonym statecznikiem pionowym, jedynie przekonstruowano całkowicie skrzydło wzmacniając i przesuwając je nieco do przodu. Dzięki temu nowy samolot miał się charakteryzować poprawioną aerodynamiką, a przez to lepszymi osiągami. W niektórych wersjach miała być zastosowana kabina ciśnieniowa.

## Prototypy
Z uwagi na to, że priorytet miały prace nad myśliwcem wysokościowym, w budowie prototypów skoncentrowano się nad stworzeniem egzemplarzy tej właśnie wersji oznaczonej Ta 152 H. W tym celu postanowiono przebudować używane wcześniej prototypy w ramach prac nad myśliwcem Höhenjäger – 2. Do tego celu użyto maszyn Fw 190: V18/U1, V29, V30, V32, V33, które następnie przemianowano na: V18/U2, V29/U1 – V33/U1. Samoloty te otrzymały nowe płaty o zwiększonej rozpiętości z 11,00 do 14,82 m. Jako pierwszy wzniósł się w powietrze dnia 12 lipca 1944 egzemplarz V33/U1, ulegając jednakże katastrofie. Następnie oblatano V30/U1, który był poddawany próbom przez 18 dni, do 23 sierpnia, kiedy to został zniszczony przez pożar silnika. Inne maszyny przetrwały testy, sukcesem okazał się też pułap 13 654 m osiągnięty na V29/U1 w dniu 29 września 1944. Wobec obiecujących rezultatów prób postanowiono wybudować od podstaw pierwsze prototypy służące zebraniu doświadczeń przed uruchomieniem produkcji wersji H. W ten sposób powstały maszyny numerowane od Ta 152 V1 do V5. Pierwsze dwa, oblatane odpowiednio 21 i 29 listopada 1944, stały się wzorcami wersji przedprodukcyjnej H-0. Następny V3 wzniósł się w powietrze 3 grudnia 1944 i miał być standardem dla wersji H-1.
Równolegle prowadzono prace nad powstaniem prototypów dla wersji Ta 152 C. W tym celu przebudowie poddano dawne prototypy Fw 190 V20 oraz V 21. Pierwszy z nich uległ zniszczeniu podczas bombardowania, drugi po zamontowaniu silnika DB 603E, został oblatany dnia 10 listopada 1944. Ponieważ i te testy zakończyły się powodzeniem postanowiono zbudować trzy prototypy o oznaczeniach Ta 152 V6, V7 i V8. Pierwszy wzniósł się w powietrze 17 grudnia 1944, następne w styczniu 1945. Maszyny te zostały wyposażone w silniki DB 603L i miały się stać prekursorami przedprodukcyjnej serii C-0. Ujawnione wady spowodowały jednak decyzję o zbudowaniu kolejnych prototypów mających na celu uruchomienie produkcji wersji C-1. Jednakże budowane w tym celu z silnikami DB 603LA maszyny V13 i V15 zostały niedokończone. Wiadomo również, że budowano, przebudowano z prototypów Fw 190 lub całkowicie wyprodukowano jeszcze kilkanaście prototypów. M in. na potrzeby produkcji seryjnej wersji B i E.

## Wersje
Bazując na doświadczeniach uzyskanych podczas budowy i użytkowania jego poprzednika Fw 190, Kurt Tank od razu przewidział jego wielozadaniowość. Zaowocowało to projektami wielu wersji Ta 152.

### Wersja A
Projektowana wersja myśliwska w dwóch podwersjach:
- A1 uzbrojona w 4 działka 20 mm MG 151/20E oraz 2 działka 30 mm MK 108 i 1 działko 30 mm MK 103,
- A2 uzbrojona w 6 działek 20 mm MG 151/20E oraz 1 działko 30 mm MK 103.

Samoloty tej wersji miały być napędzane silnikiem Jumo 213.

### Wersja B
Projektowana wersja myśliwsko – szturmowa napędzana różnymi wariantami silnika Jumo 213:
- B-1 i B-2 różniące się działkiem 30 mm, w przypadku pierwszego miało to być MK 108, drugiego MK 103. Takie same miała być reszta uzbrojenia, czyli 4 działka 20 mm MG 151/20E oraz silnik Jumo 213 C,
- B-3 i B-4 analogicznie do powyższych podwersji jedyną zmianą miał być silnik Jumo 213E,
- B-5 planowano dokonać przeróbki części mających być produkowanych maszyn C-3 przez uzbrojenie w 3 działka MK 103.

### Wersja C
Myśliwiec do działań na średnich wysokościach. Wersja ta doczekała się użycia około 17 prototypów Fw 190 i Ta 152. Do jej napędu stosowano silniki DB 603 różnych odmian.
- C-0 jako uzbrojenie stosowano 4 działka 20 mm MG 151/20E oraz jedno 30 mm MK 108. Do napędu zastosowano silnik DB 603L. Po próbach z trzema prototypami ujawniły się pewne wady w tym ze stabilnością wokół osi poprzecznej. Produkcji prawdopodobnie nie podjęto,
- C-1 powstało kilka samolotów i to prawdopodobnie na bazie przeróbek prototypów. Do napędu zastosowano w tej wersji silnik DB 603LA, zastosowano uzbrojenie jak w C-0. Produkcja seryjna miała się rozpocząć w marcu 1945,
- C-2 różnił się nowocześniejszą radiostacją,
- C-3 analogicznie jak C-1 z zastosowanym działkiem MK 103 zamiast MK 108, planowane prototypy V19, 20, 21 miały być przekształcone później w wersję B-5,
- C-4 analogicznie C-3 z radiostacją taką jak w C-2,
- C-5 zmodyfikowany C-1 z działkiem 20 mm MG 151/20 zamiast 30 mm MK 108,
- C-6 wersja C-5 z nową radiostacją taką jak w C-2.

### Wersja E
Samolot rozpoznawczy, do którego powstania prowadzono badania z trzema prototypami. Napędzany miał być silnikiem Jumo 213E. Planowano powstanie wariantów:
- E-0 i E-1 z płatem stosowanym w wersji C
- E-2 z płatem stosowanym w wersji H.

Prace przerwano w połowie lutego 1945.

### Wersja H

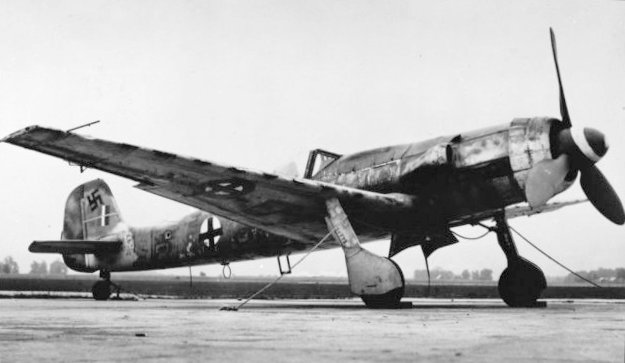
Ta 152H

Jedyna wersja, która doczekała się produkcji seryjnej oraz zastosowania bojowego. Standardowo posiadała kabinę ciśnieniową oraz uniwersalny wyrzutnik bombowy mogący służyć do przenoszenia dodatkowego zbiornika podwieszanego.
- H-0 wersja przedprodukcyjna licząca 20 egzemplarzy, skierowana do prób w Rechlinie pod koniec 1944 r. Uzbrojona w 2 działka 20 mm MG 151/20 oraz jedno działko 30 mm MK 108 strzelające przez wał śmigła. Do napędu zastosowano silnik Jumo 213E-1 z drewnianym śmigłem VS9,
- H-1 produkowana seryjnie wersja różniąca się od H-0 pięcioma zbiornikami na paliwo i jednym dla instalacji MW 50 umieszczonymi w skrzydłach. Część maszyn wyposażono również w instalację GM 1,
- H-2 mutacja H-1 różniąca się od niej nowocześniejszą radiostacją, nigdy nie produkowana.

Projektowano powstanie wersji rozwojowych, aż do H-12 oraz „super myśliwca” napędzanego silnikiem Jumo 222 o mocy 2500 KM i skrzydle o profilu laminarnym.

### Wersja S
Dwumiejscowa, nieuzbrojona wersja szkolna występująca w odmianach:
- S-1 analog Ta 152 C
- S-2 analog Ta 152 H

### Modyfikacje typu Rüstsatz
- R11 do lotów w trudnych warunkach atmosferycznych i w nocy, samolot był wyposażany w automatycznego pilota, radionamiernik oraz ogrzewanie szyb kabiny,
- R21 zastosowano instalację MW 50,
- R31 wprowadzenie dodatkowego opancerzenia kabiny i zmiana środka ciężkości poprzez przemieszczenie zbiorników paliwa i innych instalacji.

## Dane techniczne
| Wersja                     | Ta 152 C-1 myśliwiec do walki na średnich wysokościach | Ta 152 H-1 myśliwiec do walki na dużych wysokościach |
| -------------------------- | ------------------------------------------------------ | ---------------------------------------------------- |
| Masa własna (kg)           | 4000                                                   | 4031                                                 |
| Masa maks. startowa (kg)   | 5325                                                   | 5220                                                 |
| Rozpiętość skrzydeł (m)    | 11,00                                                  | 14,44                                                |
| Długość (m)                | 10,82                                                  | 10,82                                                |
| Wysokość (m)               | 3,36                                                   | 3,36                                                 |
| Powierzchnia nośna (m²)    | 19,50                                                  | 23,50                                                |
| Napęd                      | DB 603LA                                               | Jumo 213E-1                                          |
| Moc kW KM                  | 1544 2100                                              | 1375 1870                                            |
| Uzbrojenie                 | działko 1 × 30 mm działka 4 × 20 mm                    | działko 1 × 30 mm działka 2 × 20 mm                  |
| Prędkość maksymalna (km/h) | 730                                                    | 750                                                  |
| Pułap (m)                  | 12 200                                                 | 13 500                                               |
| Zasięg (km)                | 1150                                                   | 1500                                                 |

## Produkcja
Do końca wojny powstało 67 samolotów Ta 152 wszystkich wersji. Produkowane były w fabrykach: Langenhagen, Sorau (Żary), Krzesiny (Kreising), Cottbus (Chociebuż) oraz na licencji w Erla, Lipsku, Gotha. Z uwagi na problemy zaopatrzeniowe przy produkcji, powszechnie stosowano zamienniki deficytowych materiałów m.in. stosowano drewniane usterzenie i klapy oraz opracowano płat, w którym zastosowano elementy stalowe.

## Zastosowanie bojowe
Po zakończeniu prób w Rechlin 20 egzemplarzy Ta H-0 przekazano w połowie stycznia 1945 do JG 301. Samoloty te, jak i produkowane seryjne H-1 i dwa C-1/R31 trafiały potem przede wszystkim do jego III dywizjonu (III/JG 301) oraz klucza sztabowego tego pułku (Stab/JG 301). W trakcie walk nowe myśliwce wykazały pewną przewagę nad myśliwcami alianckimi P-51 D Mustang oraz P-47 D Thunderbolt podczas walki. Górowały nad przeciwnikiem nadmiarem mocy, lepszymi osiągami na dużych wysokościach, miały też mniejszy od nich promień skrętu. Piloci latający na Ta 152 zanotowali również zestrzelenia latających fortec B-17 oraz radzieckich Jak-9 nad Berlinem. Ciekawie zakończyło się spotkanie w powietrzu Kurta Tanka pilotującego Ta 152 H z dwoma P-51 D Mustang. Po wylądowaniu w macierzystej bazie piloci alianccy zameldowali o dziwnym Focke Wulfie, którego nie byli w stanie dogonić. Kurt Tank do ucieczki wykorzystał wtedy instalację MW 50 pozwalającą uzyskać pełną moc silnika.
Wiele zalet tej maszyny nie mogło być wykorzystanych z uwagi na brak (w 1945 roku) doświadczonych pilotów i dużą przewagę ilościową aliantów w powietrzu.

## Malowanie
Charakterystyczne dla samolotów myśliwskich Luftwaffe w końcowym okresie wojny. Samoloty w JG 301: dół i boki pomalowane kolorem RLM 76 Hellgrau (jasnoszary FS 595B-36473), górne powierzchnie samolotu pokryte kamuflażem w nieregularne plamy w kolorach RLM 82 Lichtgrün (jasnozielony FS 595B-34128) lub RLM 83 Dunkelgrün (ciemnozielony FS 595B-34083) oraz RLM 75 Violet-Grau (fioletowo-szary FS 595B-36122) na kadłubie oraz usterzeniu pionowym rozmywające się z tłem plamki w tych dwóch kolorach. W tylnej sekcji kadłuba oznakowanie w postaci tzw. pasa lotnictwa obrony Rzeszy w kolorach żółtym i czerwonym (oznaczenie właściwe dla JG 301). Znaki przynależności państwowej w postaci obwódek tzw. Balkenkreuz w kolorach czarnym na dolnych powierzchniach skrzydeł oraz bokach kadłuba, białym na górnej powierzchni skrzydeł rozmieszczone symetrycznie. Na usterzeniu namalowana czarną farbą swastyka (Hakenkreuz). Na kadłubie przed konturem krzyża belkowego kolorowa (np. czarna, żółta, czerwona itp.) cyfra arabska określająca przynależność do danego pododdziału pułku oraz numer pilota. Na usterzeniu nad swastyką czarny numer seryjny maszyny tzw. Werk Numer. Kołpak śmigła i łopaty śmigła pomalowane na kolor RLM 70 Schwarzgrün (czarnozielony FS 595B-34050), na kołpaku namalowana cienką białą linią spirala, mająca swój środek w wylocie działka a kończąca się przed śmigłami.

## Ocena
Samolot Focke Wulf Ta 152 był maszyną wyjątkowo udaną, mającą dużą przewagę nad używanymi w tamtym okresie myśliwcami alianckimi. Jego osiągi zaliczyły go do jednego z najszybszych samolotów II wojny światowej. Jednakże niewielka produkcja spowodowała, że nie stał się realnym zagrożeniem dla swoich przeciwników. Jego pojawienie również nie wpłynęło na przebieg działań wojennych. Należy stwierdzić, że Ta 152 jest końcowym etapem rozwoju bardzo udanego samolotu Focke Wulf Fw 190 i przyczynił się do podtrzymania jego opinii jako najlepszego myśliwca Luftwaffe w II wojnie światowej.

## Zachowane egzemplarze
Do 2007 roku zachował się jedynie jeden egzemplarz będący przedstawicielem wersji H-0. Jest to samolot należący do Stab./JG 301 (klucza sztabowego pułku) tzw. zielona 4 (oznaczenie taktyczne), numer seryjny 150020. Myśliwiec ten został zdobyty przez Brytyjczyków w Aalborgu i po cyklu badań przekazany w tym samym celu USA do Wright Field w stanie Ohio. W 1960 r. przekazany do National Air and Space Museum w Waszyngtonie.